# Bugeat
Bugeat – miejscowość i gmina we Francji, w regionie Nowa Akwitania, w departamencie Corrèze.
Według danych na rok 1990 gminę zamieszkiwały 1063 osoby, a gęstość zaludnienia wynosiła 34 osoby/km² (wśród 747 gmin Limousin Bugeat plasuje się na 116. miejscu pod względem liczby ludności, natomiast pod względem powierzchni na miejscu 152.).

## Populacja

Populacja Bugeat w latach 1926-2008